# 누가 톰을 서부로 보냈나
누가 톰을 서부로 보냈나(E Poi Lo Chiamarono Il Magnifico, A Man From The East)는 프랑스에서 제작된 엔조 바르보니 감독의 1972년 영화이다. 테렌스 힐 등이 주연으로 출연하였고 알베르토 그리말디 등이 제작에 참여하였다.

## 출연

### 주연
- 테렌스 힐
- 그레고리 월콧

### 조연
- 도미닉 바르토
- 해리 커리 쥬니어
- 엔조 피어몬트